# Lohe (Weidenberg)
Lohe ([ˈloːə] ) ist ein Gemeindeteil des Markts Weidenberg im Landkreis Bayreuth (Oberfranken, Bayern). Lohe liegt in der Gemarkung Neunkirchen am Main.

## Geografie
Die Einöde liegt am Fuße des Pensenbergs (562 m ü. NHN, 1,6 km östlich). Ein Anliegerweg führt 0,5 km südwestlich zu einer Gemeindeverbindungsstraße, die südlich nach Neunkirchen am Main und nördlich nach Seulbitz verläuft.

## Geschichte
Lohe wurde in der ersten Hälfte des 19. Jahrhunderts auf dem Gemeindegebiet von Neunkirchen am Main gegründet. Am 1. Januar 1978 wurde Lohe im Zuge der Gebietsreform in Bayern nach Weidenberg eingemeindet.

### Einwohnerentwicklung
| Jahr      | 001861 | 001871 | 001885 | 001900 | 001925 | 001950 | 001961 | 001970 | 001987 |
| Einwohner | 8      | 6      | 5      | 6      | 5      | 7      | 10     | 6      | 4      |
| Häuser    |        |        | 1      | 2      | 1      | 1      | 2      |        | 1      |
| Quelle    | [ 9 ]  | [ 10 ] | [ 11 ] | [ 12 ] | [ 13 ] | [ 14 ] | [ 15 ] | [ 16 ] | [ 1 ]  |

## Religion
Lohe ist evangelisch-lutherisch geprägt und nach St. Laurentius (Neunkirchen am Main) gepfarrt.